# Гельзенкирхен
Гельзенки́рхен (нем. Gelsenkirchen, н.-нем. Gelsenkiärken, дословно — «комариная церковь») — город земельного подчинения на западе Германии, в земле Северный Рейн-Вестфалия. Расположен в северной части Рурской области, входит в административный округ Мюнстер.
Население — 262 528 человек (31 декабря 2016 года).
Город в его нынешних границах — это результат нескольких территориальных реформ. Благодаря реформам, близлежащие селения и даже крупные города, в том числе бывший город Buer (с 1912 года районный центр), присоединились к Гельзенкирхену (с 1926 и до 1930 года город называется Gelsenkirchen-Buer). Уже первое большое объединение в 1903 году приближает численность населения Гельзенкирхена к рубежу в 100 000 человек, до статуса крупного города. Сегодня Гельзенкирхен с его примерно 257 000 жителями охватывает территорию 29 больших городов федеральной земли.
Раньше Гельзенкирхен, благодаря свечению горящих факелов, в которых коксовальные заводы сжигали лишний газ коксовой печи, назывался городом 1000 огней.
В настоящее время в Германии и за её пределами Гельзенкирхен известен, прежде всего, как родина футбольного клуба «Шальке 04» (нем. FC Schalke 04) и музыкальных групп Sodom и Scanner, а также как место проведения традиционной рождественской гонки по биатлону.

## География
Гельзенкирхен лежит на обоих плоских склонах широкой поймы реки Эмшер и канала Рейн-Херне на юго-западе Вестфалии. Центр города расположен южнее реки и канала, в то время как районы Хорст (Horst) и Буэр (Buer) находятся севернее водоёмов. Большая часть территории города лежит, вследствие оседания горных пород, ниже уровня воды реки Эмшер, и для защиты его от наводнений, необходимо постоянно откачивать воду насосами и используя шлюзы. Наибольшая протяженность территории города составляет 17 км в направлении запад-восток и 11 км в направлении с севера на юг. Общая длина черты города составляет 68 км. В Гельзенкирхене примерно 10 % территории города занимают парки и лужайки, ещё 25 % лесов и сельскохозяйственных территорий. Гельзенкирхен относится к городам с богатыми зелеными насаждениями.

## История

### Средневековье и древние времена
Хотя район Буэр впервые упоминается только в 1003 году как Puira (вероятно, искаженное от Buira), в документах Гериберта фон Кёльна, уже в бронзовом веке, более 1000 лет до нашей эры, на холме к северу от реки Эмшер, проживали несколько германских охотничьих племён. Они жили не в поселениях, а в плотно расположенных друг к другу отдельных дворах. Позже римляне вошли в эти земли. В 700 г. н. э. территорию заселили саксы. Ещё ряд районов, которые сегодня находятся в северном Гельзенкирхене, упоминаются в раннем Средневековье. Несколько примеров: Raedese (сейчас район Рессе), Middelvic (Мидделих, Middelich относится к району Рессе), а также Sutheim (Зутум, Sutum) и Sculven (ныне район Шольвен, Sholven). Множество сельских поселений, расположенных вблизи города, получили название iuxta Bure (то есть при Буэре).

### Индустриализация
Вплоть до середины XIX века территория Гельзенкирхена и его окрестности была мало заселена и характеризовалась исключительно аграрным производством. В 1815 году земли, включавшие нынешнюю территорию города Гельзенкирхен, после временного членства в Великом герцогстве Берг, отошли к Пруссии, присоединившей их к провинции Вестфалия. В то время как Гельзенкирхен присоединился к амту Ваттеншейд (нем. Wattenscheid) района Бохум, административного округа Арнсберг, амт, муниципалитет Буэр (с Хорстом) принадлежал к району Реклингхаузен в административном округе Мюнстер. Это разделение на два административных округа было прекращено лишь в 1928 году.
Вслед за открытием месторождения каменного угля, в Рурской области заботливо называемого «Чёрным золотом», в 1840 году, и последовавшем за ним промышленной революцией, в 1847 году строится железная дорога по маршруту Кёльн—Минден и открывается первый в Гельзенкирхене железнодорожный вокзал. В 1868 году Гельзенкирхен становится амтом, муниципальным центром округа Бохум. К нему присоединяются общины Гельзенкирхена, Браубауэршафт (нем. Braubauerschaft, с 1900 года Бисмарк), Шальке, Хеслер, Бульмке и Хюллен. Фридрих Грилло основывает в 1872 году в Шальке «АО Химической индустрии» и «Ассоциация металлургии и горной промышленности Шальке». Годом позже он создаёт, в том же Шальке, предприятие по производству стекла и зеркал («GlasManufaktur und Spiegel-Manufaktur AG»). После этого Гельзенкирхен становится важным центром тяжелой промышленности, и в 1875 году получает права города.

### Нацистская Германия
9 ноября 1938, во время Хрустальной ночи, в результате антисемитских погромов, были разрушены еврейские фирмы, дома, кладбища и синагоги в Буэре, а также в центре Гельзенкирхена. (Новая синагога в центре города была открыта лишь 1 февраля 2007 года).
Во Второй мировой войне Гельзенкирхен становится целью стратегической бомбардировки союзнической авиации, особенно в 1943 году, в битве под Руром и во время Нефтяной кампании Второй мировой войны. Три четверти Гельзенкирхена при этом было разрушено полностью и даже уничтожен ряд подземных бомбоубежищ. Несмотря на это, ряд объектов, такие как Hans-Sachs-Haus в центре города и ратуша в Бюре уцелели до текущего времени в почти неизменном виде.
В Гельзенкирхен-Хорсте в 1944 году находился дополнительный лагерь концлагеря Бухенвальд. В лагере Гельзенберг на территории завода Gelsenberg Benzin AG были размещены примерно 2000 венгерских женщин и девушек, которых использовали в принудительном труде на предприятии. Примерно 150 из этих венгерок погибли на производстве во время тяжелых бомбардировок в сентябре 1944 года. Доступ в бункеры и в защитные сооружения для них был запрещён.
С 1933 по 1945 год мэром города был нацист Карл Энгельберт Бёмер. В 1994 году Институт городской истории открыл документационный центр — «Гельзенкирхен во время национал-социализма».

### Послевоенное время
В Гельзенкирхене находился шталаг VIK 326. И существовал он с 1941 года. Через него прошли около 80 тысяч военнопленных. Там существует кладбище советских военнопленных.

## Достопримечательности

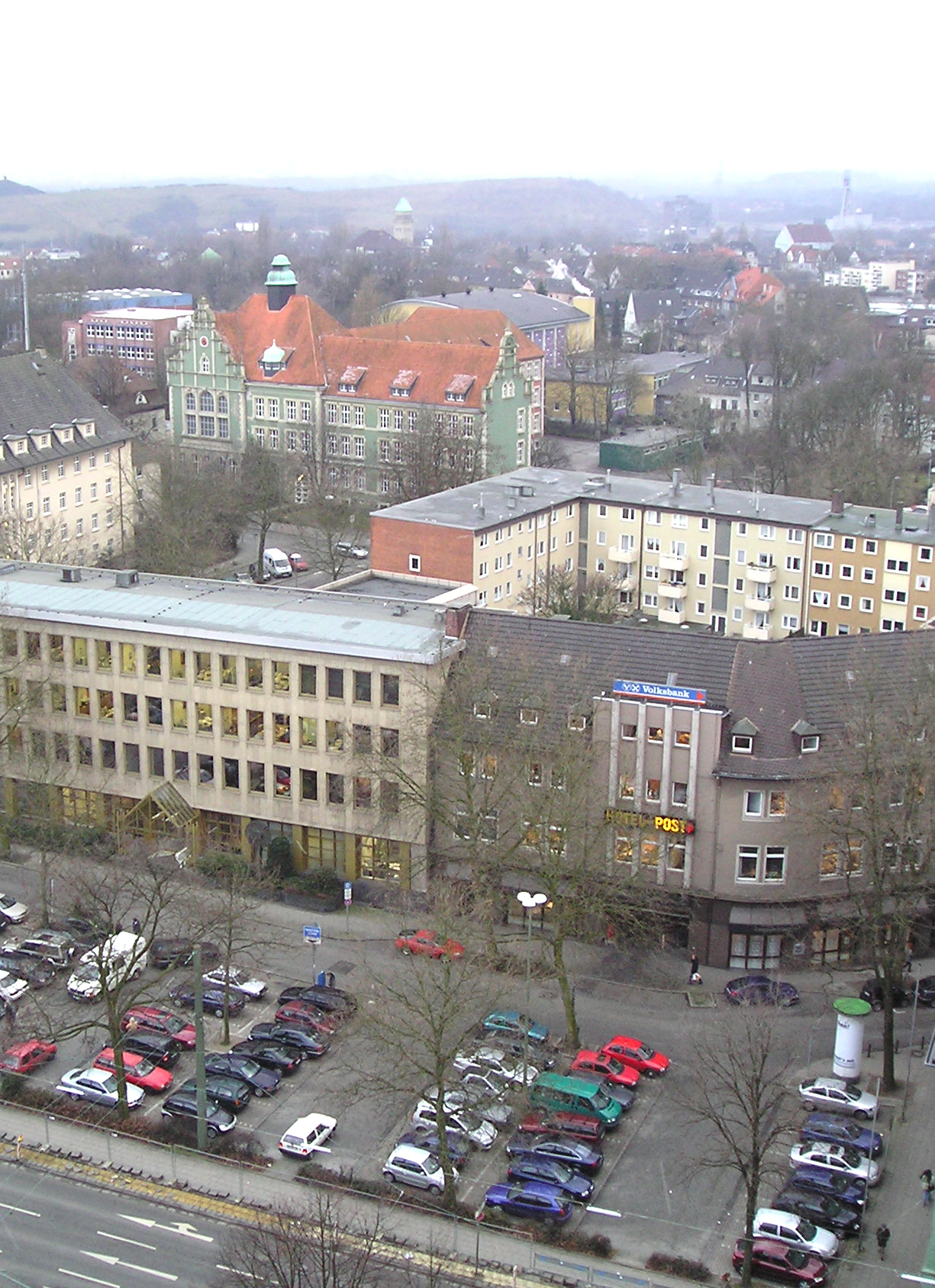
Гельзенкирхен-Буэр[нем.]. Вид с ратуши.
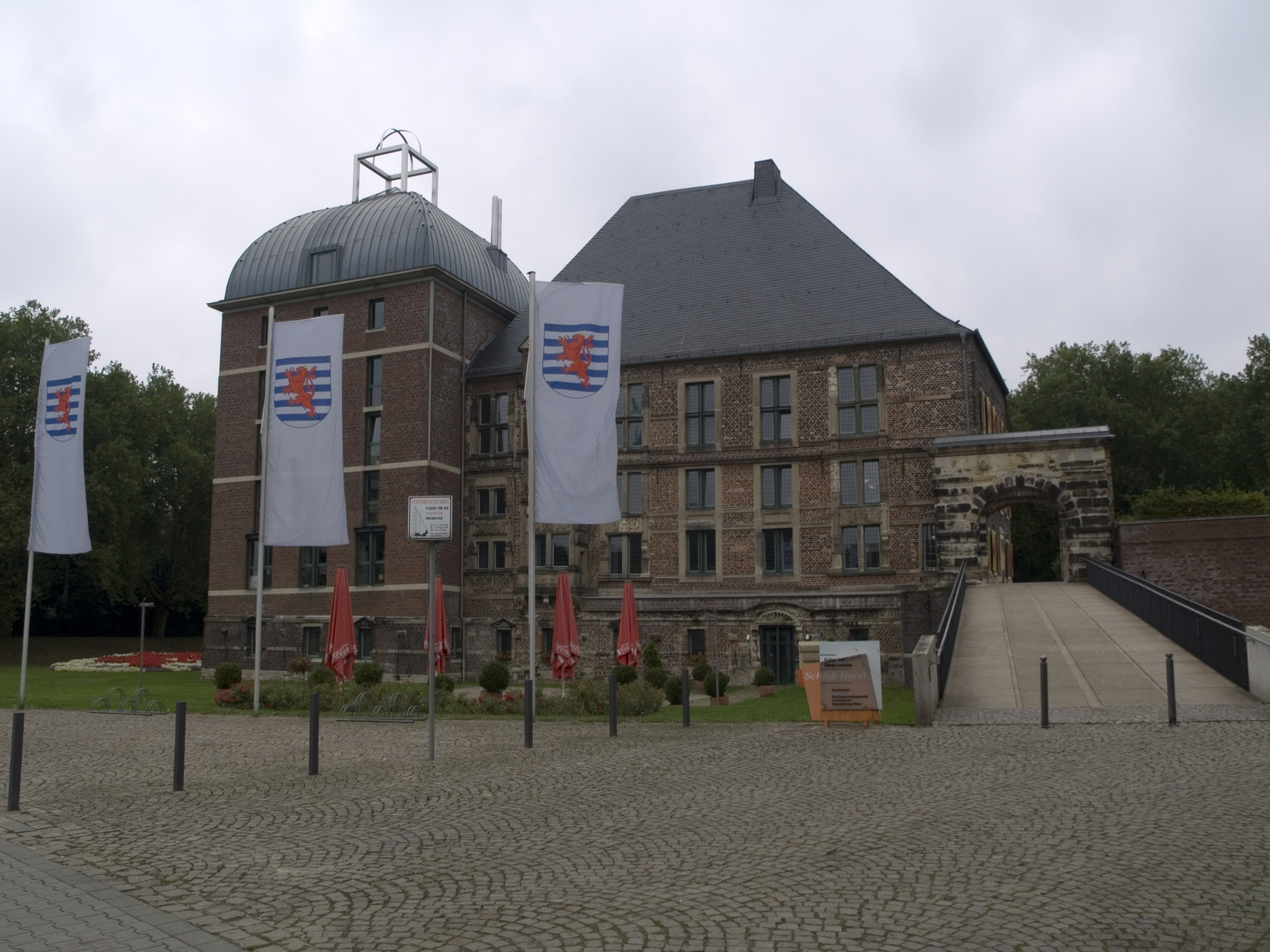
Замок Орст
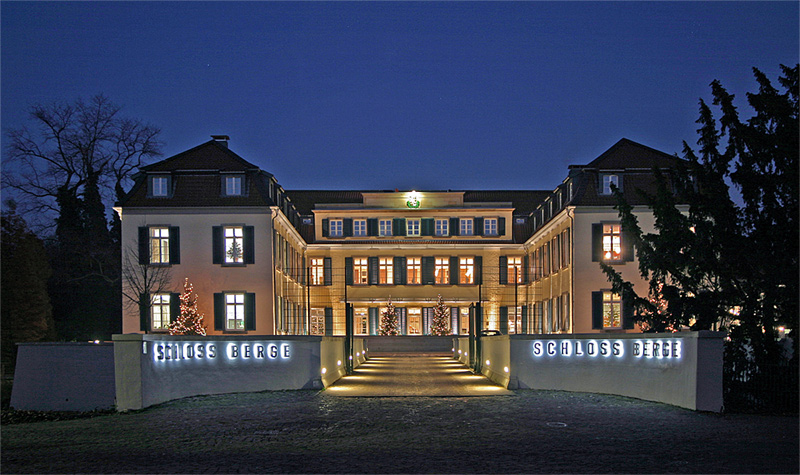
Замок Берге
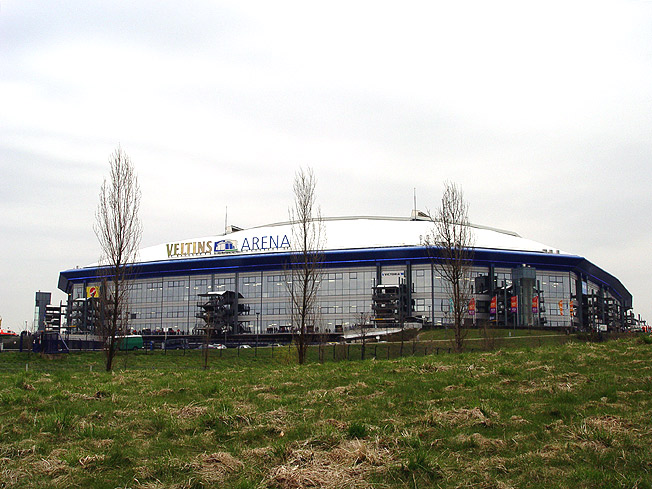
Фельтинс-Арена
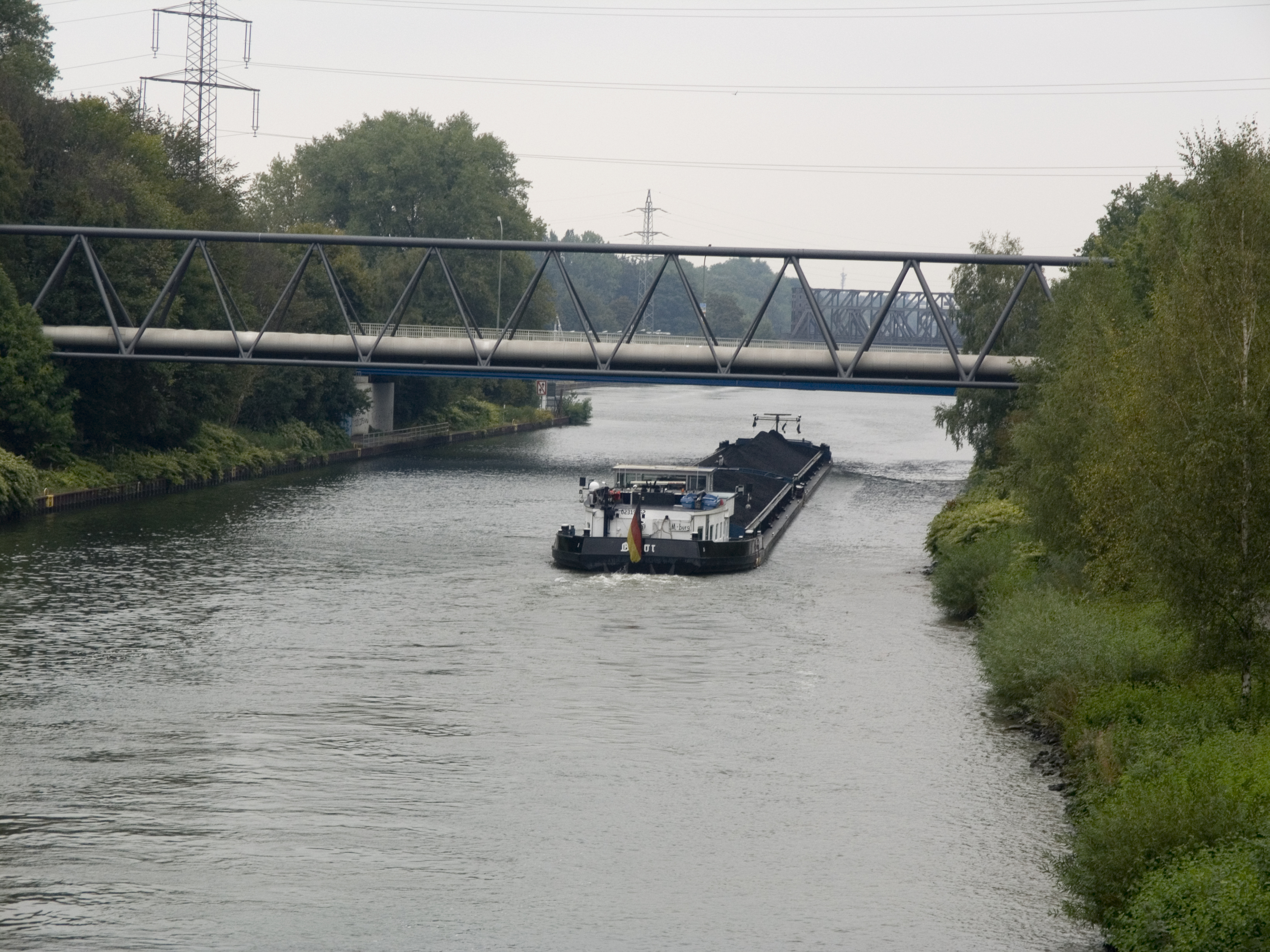
Канал Рейн-Херне в Парке полярной звезды
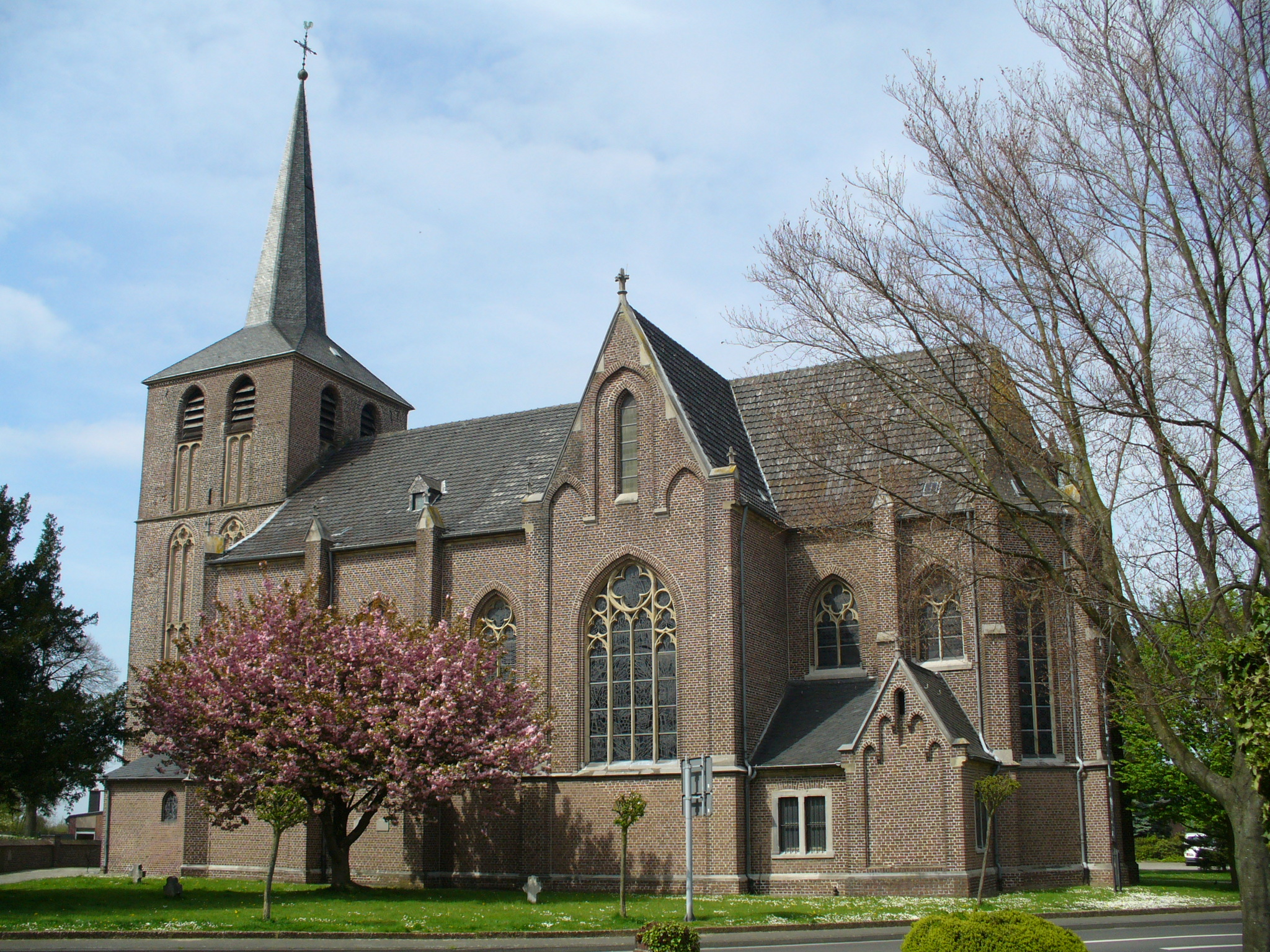
Собор Святого Урбана
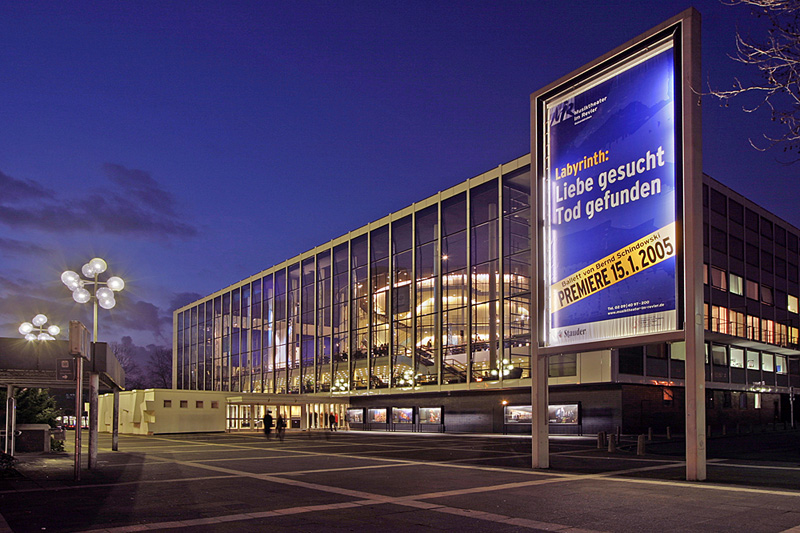
Рурский музыкальный театр

Самой крупной культурной достопримечательностью Гельзенкирхена можно назвать Рурский музыкальный театр вместимостью 1005 зрителей. Театр построен в 1956—1959 годах при участии Вернера Рунау, Харальда Дайлманна, Ортвина Раве (нем. Ortwin Rave) и Макса фон Хаузена и считается одним из наиболее значимых памятников послевоенной немецкой архитектуры.
Самая известная спортивная достопримечательность города — стадион Фельтинс-Арена (футбольного клуба «Шальке 04»), расположенный в географическом центре города. Кроме футбольных матчей, благодаря полностью закрывающейся крыше, на стадионе проводятся различные спортивные мероприятия (Рождественская гонка биатлонистов, гандбольные матчи и т. д.), а также рок- и поп-концерты и шоу. Вместимость на футбольные матчи — 61 673 человека, на концерты — до 78 437 человек. Также Фельтинс-Арена была в числе 12 арен, которые принимали матчи чемпионата мира по футболу 2006. На стадионе прошли матчи между сборными Польши и Эквадора, Аргентины и Сербии и Черногории, Португалии и Мексики, США и Чехии.
В городе есть несколько парков. Один из самых знаменитых — Парк полярной звезды, где, кроме интересных строений, на базе бывшей шахты Нордштерн есть также Амфитеатр, построенный к Немецкой садовой выставке (нем. Bundesgartenschau) 1997 года, прямо на канале Рейн-Херне, и множество оригинальных скульптур. Также в городе расположен зоопарк ZOOM — Мир приключений (нем. ZOOM Erlebniswelt Gelsenkirchen), разбитый на три тематические части (Аляска, Африка и Азия), со множеством образовательных аттракционов. Также стоит отметить размещающуюся на территории бывшей шахты Северная звезда (нем. Zeche Nordstern) третью по величине в Германии выставку уменьшенных моделей на железнодорожную тему.
К достопримечательностям относятся и несколько замков, особое внимание стоит обратить на два из них. Первый — Замок Орст, рядом с которым при раскопках в 2005 году были обнаружены фундаменты, датированные 1200 годом. Но несмотря на то, что определённые постройки появились в 1282 году, сам замок был возведён в период раннего Ренессанса с 1556 по 1578 годы. Второй замок — Берге, изначально построенный как крепость со рвом для защиты территории (сегодня район Гельзенкирхена — Эрле (нем. Erle) и позднее в первой половине XVI веке перестроенный в замок в стиле позднего барокко. Примечателен также главный католический храм города —- Собор Святого Урбана и одно из наиболее старых зданий города, Дом Люттингоф, построенный в 1308 году.

Отвал Рейн Эльба, или «Небесная лестница» — историческая достопримечательность, бывшая шахта Рейн Эльба высотой около 110 м, на вышке которой находится каменная постройка — некий ориентир простирающейся вокруг местности.

## Население
По данным на 31 декабря 2000 года в городе жило 278 695 человек, на 1990 год —  293 714 человек, на 1970 год — 347 307 человек.
Численность населения города по данным на 31 декабря 2011 года составила 257 994 жителя.
В 2009 году население Гельзенкирхена составляло 259 700 человек, из которых 71 000 человек (примерно 27 %) не немецкого происхождения. Турки составляют 15,5 % от общей численности населения.
| Место | Происхождение | Число  |
| ----- | ------------- | ------ |
| 1     | Турция        | 40 000 |
| 2     | Югославия     | 9 000  |
| 3     | Польша        | 4 000  |
| 4     | Италия        | 3 500  |
| 5     | Испания       | 1 500  |
| 6     | Ливан         | 1 500  |
| 7     | Ирак          | 1 000  |
| 8     | Греция        | 1 000  |
| 9     | Марокко       | 1 000  |

## Известные люди
В Гельзенкирхене родились три известных немецких и два турецких футболиста: Мануэль Нойер, Месут Озил, Илкай Гюндоган, Хамит и Халил Алтынтоп.

## Интересные факты
Рождественская ярмарка Гельзенкирхена в 2017 году по результатам интернет-опроса была признана худшей в Германии.
В июне 2020 года в Гельзенкирхене появился первый в Западной Германии памятник В. И. Ленину.

## Города-побратимы
- Кампу-Гранди (порт. Campo Grande), Бразилия (с 2007).
- Ньюкасл-апон-Тайн (англ. Newcastle upon Tyne), Англия, Великобритания (с 1948).
- Донкастер (англ. Doncaster), Англия, Великобритания.
- Зеница (босн. Zenica), Босния и Герцеговина (c 1969).
- Котбус (нем. Cottbus), Германия (c 1995).
- Кутаиси (груз. ქუთაისი), Грузия (c 1969).
- Ольштын (пол. Olsztyn), Польша (c 1992).
- Шахты, Россия (c 1989).
- Бююкчекмедже (тур. Büyükçekmece), Турция (c 2004).